# Bundesstraße 92
Die Bundesstraße 92 (Abkürzung: B 92) ist eine deutsche Bundesstraße in Thüringen und Sachsen. Sie beginnt an der Bundesautobahn 4 in Gera und führt durch das Tal der Weißen Elster über Greiz, Plauen und Oelsnitz an die tschechische Grenze bei Cheb. Neben dem lokalen Verkehr dient sie auch dem Fernverkehr nach Plauen und nach Tschechien als Teil der Europastraße 49.

## Geschichte
Von 1938 bis 1945 als Reichsstraße 92 (R 92) bezeichnet, begann die Straße ursprünglich in Böhlen bei Leipzig und führte über Zeitz nach Gera und dann im damaligen Sudetenland und im Protektorat Böhmen und Mähren weiter über Franzensbad, Marienbad, Haid, Bischofteinitz, Klattau, Strakonitz nach Wodnian bei Budweis. Das Teilstück Elsterberg – Schönbach wurde bereits um 1854 errichtet. Zu Zeiten der DDR trug die Straße bis 1990 die Bezeichnung Fernverkehrsstraße 92 (F 92).

## Verlauf

### Thüringen

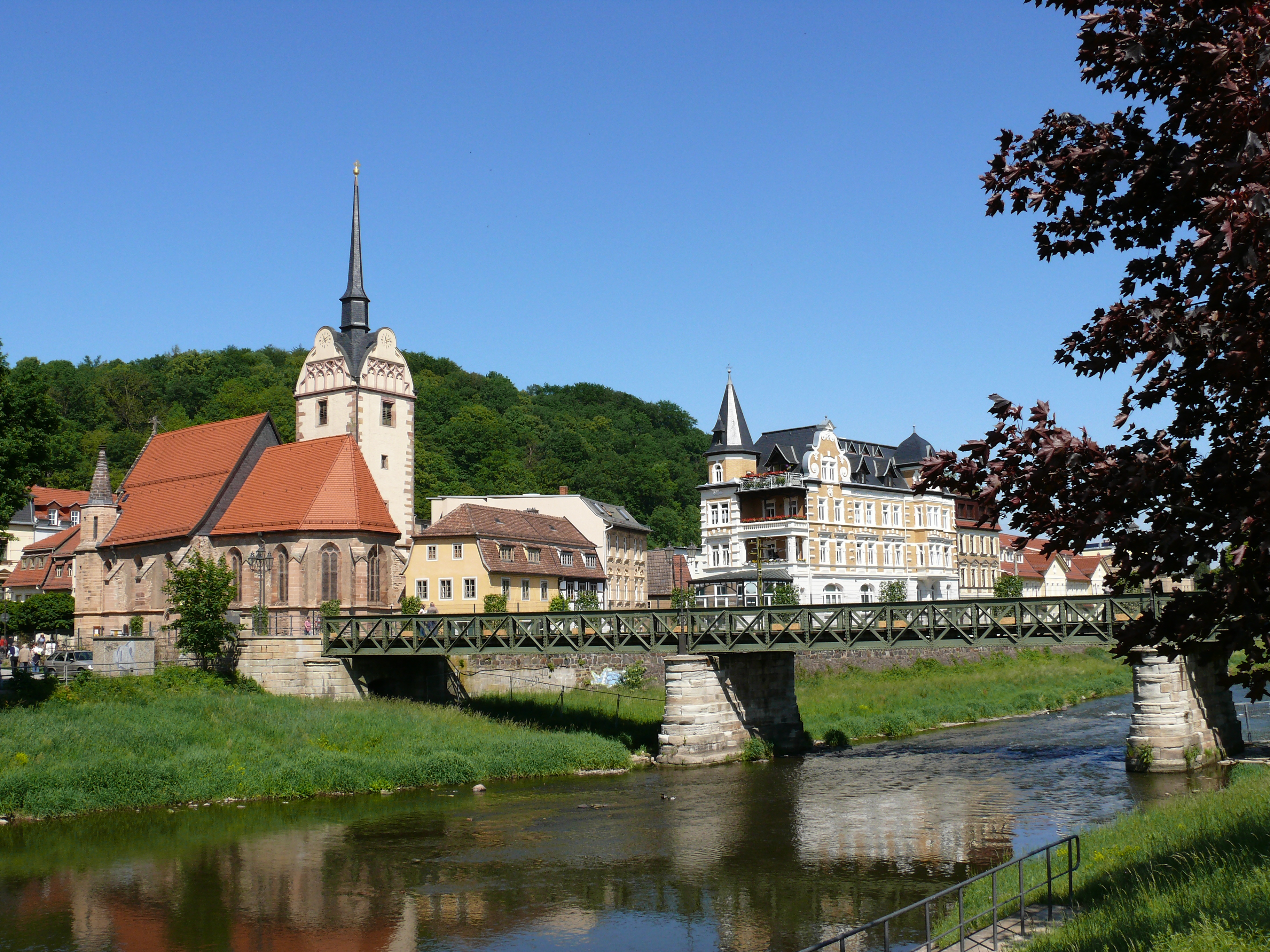
Gera-Untermhaus

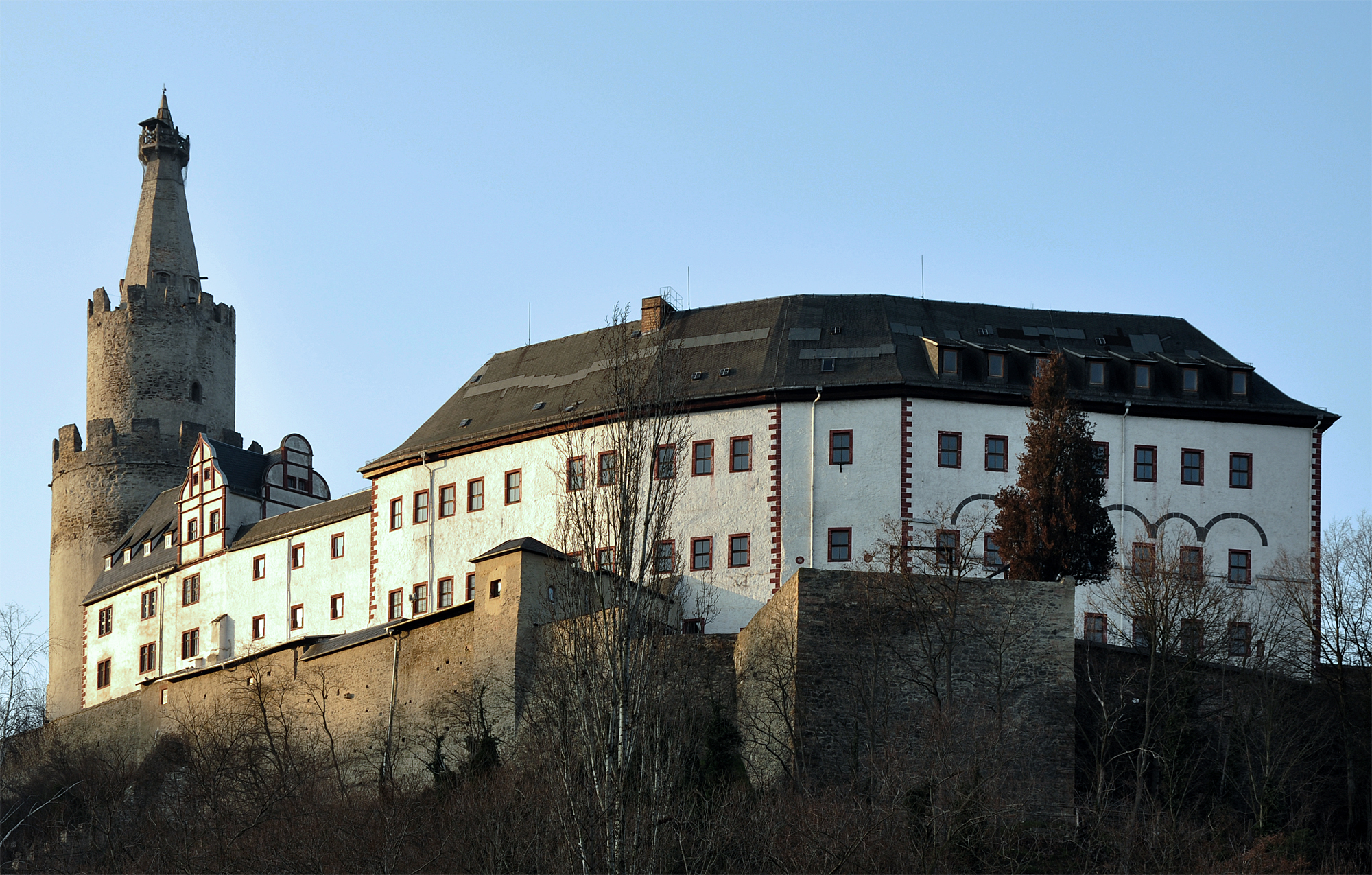
Die Osterburg in Weida

Die Bundesstraße 92 beginnt in Gera an der Anschlussstelle 59, Gera-Leumnitz der A 4. In der Nähe des Stadtteils Leumnitz wird die Ostumfahrung Gera Teil der B 92. Am Verteilerknoten des Stadtrings mündet die in Gera ausgelassene B 2 in die B92. Wenige Meter weiter überquert sie die Weiße Elster und führt südlich weitgehend parallel zum Fluss bis nach Weida, wobei sie immer auf der linken Seite bleibt und sich ab Wolfsgefärth etwas vom Fluss entfernt. In der Nähe des Bahnhofs Weida vereinigt sich die B 92 mit der B 175. Kurz bevor die Bundesstraßen die Weida überqueren, mündet noch die Landesstraße L 2331 ein. Die Bundesstraßen führen weiter nach Südosten und trennen sich in der Nähe der Stadtgrenze Weidas wieder. Die B 92 verläuft zunächst in südlicher Richtung weiter, nimmt bei Hohenölsen die L 1083 auf, umfährt westlich Wildetaube und kreuzt bei Daßlitz die L 1085. Über den Stadtteil Gommla erreicht die Straße die Kreisstadt Greiz. Im Stadtteil Neukurtschau vereint sich die B 92 mit der B 94. Gemeinsam führen sie nach Osten in Richtung Greiz. Am Stadtrand trennen sich die beiden Bundesstraßen wieder. Während die B 94 weiter nach Osten führt und die Weiße Elster überquert, wendet sich die B 92 Richtung Süden und bleibt zunächst auf der linken Flussseite. Im Stadtteil Rothenthal überquert die Bundesstraße schließlich den Fluss und im Stadtteil Dölau mündet die L 1296 ein, die als Staatsstraße S 296 aus Sachsen kommt. Kurz darauf passiert die B 92 die Landesgrenze zwischen Thüringen und Sachsen und erreicht Elsterberg. Die Straße folgt zunächst auf der rechten Seite einer Schleife, die die Elster in der Stadt zieht und überquert dann südlich des Stadtkerns wieder den Fluss. Die B 92 wendet sich kurz nach Westen und passiert wieder die Landesgrenze Richtung Thüringen. Kurz darauf mündet die L 2342 ein und nach wenigen Metern verlässt die Bundesstraße Thüringen südlich wieder nach Sachsen. Die Straße führt südwestlich weiter zwischen den Elsterberger Stadtteilen Görschnitz und Cunsdorf hindurch und überquert erneut die sächsisch-thüringische Landesgrenze. Sie durchquert mit der Stadt Greiz die Thüringer Landzunge und passiert kurz darauf ein letztes Mal die Grenze nach Sachsen.

### Sachsen

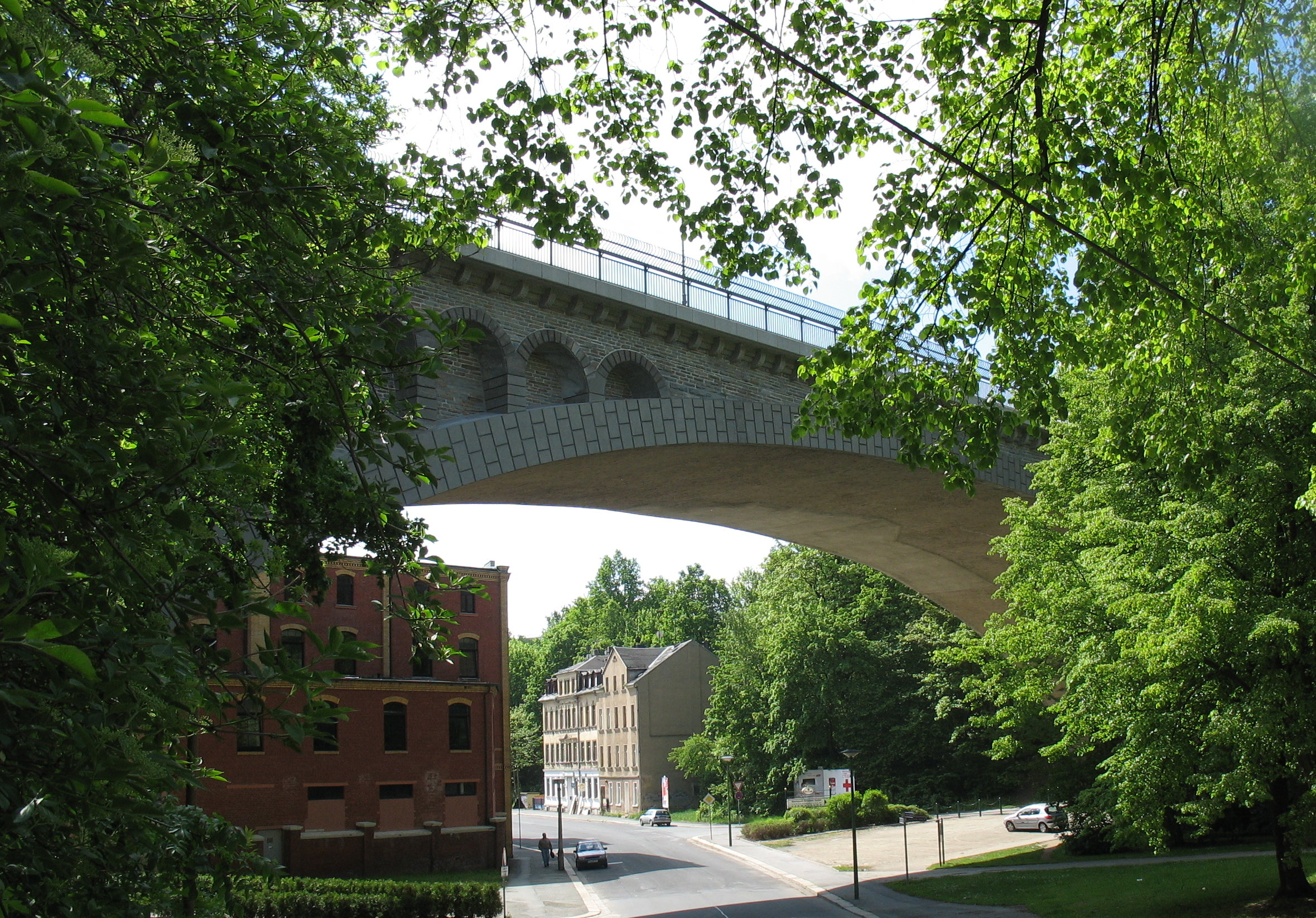
Die Friedensbrücke in Plauen

Die B 92 führt westlich an Steinsdorf vorbei und am Stadtrand von Plauen zweigt die B 282 nach Syrau ab. Die Straße führt als E 49 weiter südöstlich ins Stadtgebiet. Beginnend mit dem Stadtteil Haselbrunn benutzt die Straßenbahn Plauen dieselbe Trasse wie die Bundesstraße, ab der Stadtgrenze bis zur Plamag allerdings parallel neben der Straße verlaufend. Kurz vor dem Oberen Bahnhof vereinigt sich die Bundesstraße mit der S 297 und wenig später verlässt die Straßenbahn die Trasse. Die Bundesstraße führt anschließend auf der Friedensbrücke über die Syra. Wenig später teilt sich die B 92 kurz auf Grund einer Einbahnstraßenregelung. Bevor die beiden Teile wieder zusammenführen, verlässt die S 297 die gemeinsame Trasse und zweigt nach Westen in Richtung Straßberg ab. Die wiedervereinte B 92 überquert erneut die Weiße Elster und kreuzt in der Nähe des Unteren Bahnhofs die B 173. Die Straße verlässt die Stadt Richtung Südosten über die Stadtteile Reinsdorf und Oberlosa und erreicht die Anschlussstelle Plauen-Süd der A 72.
Die Straße umgeht westlich den Oelsnitzer Stadtteil Untermarxgrün und in der Nähe der Talsperre Pirk mündet die S 311 ein. Im Stadtteil Raschau wird wieder die Weiße Elster passiert, danach mündet die S 310 ein und die Straße wendet sich östlich Richtung Innenstadt. Hier zweigt zunächst die S 307 ab, ehe die Straße erneut die Elster überquert. Die B 92 führt nun auf der rechten Flussseite südöstlich aus der Stadt. Im Stadtteil Görnitz mündet die S 302 ein und nach westlicher Umfahrung des Ortsteils Unterwürschnitz der Gemeinde Mühlental, überquert die Straße im Adorfer Stadtteil Rebersreuth wiederum die Weiße Elster. Kurz darauf mündet die S 309 ein und die Grenze zum Naturpark Erzgebirge/Vogtland wird passiert. Im Zentrum Adorfs zweigt die B 283 ab und an der südlichen Stadtgrenze mündet die S 306 ein, bevor die Weiße Elster ein letztes Mal überquert wird. Nach Durchquerung der Bad Elsterer Ortsteile Mühlhausen und Sohl erreicht die Bundesstraße Bad Brambach. Nach Süden führt die Straße schließlich über die Ortsteile Hohendorf und Schönberg am Kapellenberg bis an die Grenze zur Tschechischen Republik. Die Fortsetzung auf tschechischer Seite bildet die Silnice I/21.